# سلیم برفی
سلیم برفی (نام علمی: Charadrius nivosus) نام یک گونه از سرده سلیم‌های طوق‌دار است.